# San Ignacio de Acosta
San Ignacio es el distrito primero y ciudad cabecera del cantón de Acosta, en la provincia de San José, de Costa Rica.

## Toponimia
El nombre del distrito primero, y del cantón es en homenaje a don Tomás de Acosta gobernador de la provincia de Costa Rica entre 1797 y 1810, benefactor que nació en Cuba en 1748.
San Ignacio de Loyola, militar y luego religioso español, surgido como un líder religioso durante la Contrarreforma. Es el patrono del distrito primero y de la Iglesia de San Ignacio de Loyola, localizada en el centro del distrito primero.
Antes de llamarse San Ignacio, la localidad recibía el nombre de La Candelaria, esto por el cerro del mismo nombre ubicado cerca de la actual ciudad. Posteriormente, se le conoció simplemente por el nombre de Acosta, sin embargo con el paso de los años se cambió esta denominación para diferenciarle del cantón.

## Historia
En 1878, durante el episcopado del Monseñor Bernardo Augusto Thiel y Hoffman, segundo obispo de Costa Rica, se construye la primera ermita de Acosta, en ese entonces llamado Candelaria de Aserrí. En 1899, se erigió la parroquia, dedicada a San Ignacio de Loyola, la cual actualmente es sufragánea de la arquidiócesis de San José, de la provincia eclesiástica de Costa Rica.
El 16 de noviembre de 1910 se celebró la primera sesión del Concejo de Acosta, integrado por los regidores propietarios, señores Vicente Fallas Hidalgo, Juan Zeledón Castro, y Félix Dolores Mesén Morales.
En la ley n.º 4574 de 4 de mayo de 1970, se promulgó el Código Municipal, que en su artículo tercero, le confirió a la villa la categoría de ciudad, por ser cabecera de cantón.
Durante la mayor parte de su historia el distrito poseía una extensión de 24,84 km², hasta que un ordenamiento anterior al censo del año 2000 le daría la extensión territorial actual.

## Ubicación
Se ubica en el noreste del cantón, limita al norte con el distrito de Palmichal, al oeste con el distrito de Guaitil, al sur con el distrito de Cangrejal y al este con el cantón de Aserrí.

## Geografía
San Ignacio cuenta con un área de 22,74 km² y una altitud media de 1095 m s. n. m.

## Demografía
Para el año 2022, San Ignacio cuenta con una población estimada de 10 318 habitantes, y para el último censo efectuado, en 2011, San Ignacio contaba con una población de 9016 habitantes.

## Localidades
- Barrios: Abarca, Corral, María Auxiliadora, Ortiga, Pozos, San Martín (San Gerardo), San Luis, Turrujal, Vereda.
- Poblados: Aguablanca (parte), Alto Escalera, Alto Los Mora, Ángeles, Chirraca (parte), Esperanza, Potrerillos, Resbalón, Tablazo.

## Cultura

### Educación
Ubicadas propiamente en el distrito de San Ignacio se encuentran los siguientes centros educativos:
- Escuela Cristóbal Colón
- Escuela de San Luis
- Escuela Fernando de Aragón
- Escuela de Tablazo
- Escuela La Esperanza
- Escuela de Excelencia Agua Blanca
- Colegio Técnico Profesional (C.T.P.) de Acosta

### Sitios de interés
- Parroquia de San Ignacio de Loyola
- Municipalidad de Acosta
- Parque Central Monseñor Sanabria

## Transporte

### Carreteras
Al distrito lo atraviesan las siguientes rutas nacionales de carretera:
- Ruta nacional 209
- Ruta nacional 301

## Concejo de distrito
El concejo de distrito de San Ignacio vigila la actividad municipal y colabora con los respectivos distritos de su cantón. También está llamado a canalizar las necesidades y los intereses del distrito, por medio de la presentación de proyectos específicos ante el Concejo Municipal. El presidente del concejo del distrito es el síndico propietario del partido Acción Ciudadana, Jaime Monge Chavarría.
El concejo del distrito se integra por:
| #                       | Partido                         | Nombre                         |
| Síndico propietario     | Síndico propietario             | Síndico propietario            |
| ----------------------- | ------------------------------- | ------------------------------ |
| 1                       | Partido Acción Ciudadana        | Jaime Monge Chavarría          |
| Síndico suplente        |                                 |                                |
| 2                       | Partido Acción Ciudadana        | Teresa Fallas Valverde         |
| Concejales propietarios |                                 |                                |
| 3                       | Partido Acción Ciudadana        | Xinia María Ureña Arias        |
| 4                       | Partido Acción Ciudadana        | Alfonso Granados Alvarado      |
| 5                       | Partido Liberación Nacional     | Lidieth Mora Marín             |
| 6                       | Partido Unidad Social Cristiana | Ronald Alberto Fallas Solano   |
| Concejales suplentes    |                                 |                                |
| 7                       | Partido Acción Ciudadana        | Juan José Aguilar Umaña        |
| 8                       | Partido Acción Ciudadana        | Yenssy Hidalgo Ureña           |
| 9                       | Partido Liberación Nacional     | Marco Aurelio Padilla Castro   |
| 10                      | Partido Unidad Social Cristiana | Michael Vinicio Calderón Calvo |